# Montigny-sur-Aube
 Montigny-sur-Aube  es una población y comuna francesa, en la región de Borgoña, departamento de Côte-d’Or, en el distrito de Montbard y cantón de Montigny-sur-Aube.

## Demografía
| 505 | 501 | 451 | 387 | 333 | 343 |
| Para los censos de 1962 a 1999 la población legal corresponde a la población sin duplicidades (Fuente: INSEE [Consultar]) |     |     |     |     |     |